# 清水魚市場 河岸の市
清水魚市場 河岸の市（しみずうおいちば かしのいち）とは、静岡県静岡市清水区にある清水港の江尻地区に所在する清水魚市場（卸売市場）に併設されている商業施設。

## 概要
JR清水駅東口から歩道橋で南東へと進んだ先にある清水魚市場（卸売市場）の南隣りに併設されている商業施設であり、以前は北側の飲食施設である「まぐろ館」と、南側の物販施設である「(旧)いちば館」で構成されていたが、2025年（令和7年）4月に魚市場の北隣りに「新いちば館」が開館し、旧いちば館が取り壊されたため、以降は北側の「新いちば館」と南側の「まぐろ館」が魚市場を挟む格好になっている。
運営は、清水漁業協同組合の市場業務を継承する形で1948年（昭和23年）に設立された清水魚(しみずうお)株式会社。
水曜日定休（まぐろ館一部店舗除く）。営業時間は、いちば館が9:30〜17:30（まぐろ館は店舗ごとに異なる）。駐車場は、西脇に200台駐められる専用駐車場があるが、週末・祝日などに満車の場合は、道路を挟んで西向かいにある「清水駅東口駐車場（立体駐車場）」の利用を推奨している。 
「いちば館」は2001年（平成13年）に、「まぐろ館」は2012年（平成24年）10月に完成した。
2018年（平成30年）6月には、清水駅の東口広場と共に、みなとオアシス （みなとオアシスまぐろのまち清水）に登録された。
2025年（令和7年）4月に向けてリニューアルが進められ、2024年（令和6年）春から魚市場北隣りに「いちば館」を新築して老朽化した従来の建物を取り壊し、清水駅東口のペデストリアンデッキと直結することになっている。4月19日、駿河湾フェリー乗り場を併設する形で、新いちば館が開館した。

## 構成
- 新いちば館 - 物販施設（※一部飲食店あり）。
  - 2階
    - 屋外デッキ（JR清水駅直結のペデストリアンデッキ、大綱神社、施設入り口（富士山口）併設）
    - ※ 87coast(ハチナナコースト)（イタリア風ラーメン(イタ麺)、カフェ）
    - オフィスエリア

  - 1階
    - 丸兼(まるかね)水産（マグロ）
    - ※ 丸森・まぐろや やす兵衛（海鮮丼・定食）
    - ふかくら（干物・珍味、魚惣菜）
    - ※ まぐろ王国大ちゃん・いちば館店（海鮮丼）
    - 海鮮組（海鮮珍味）
    - マルイチ（マグロ・干物・しらす）
    - 海里(かいり)（マグロ・カニ・エビ・アワビ・しらす・土産品など）
    - うおかん（マグロ・魚惣菜）
    - みかみ（マグロ・寿司・干物・水産加工品）
    - 蟹縁(かにえん)（カニ・マグロ・海鮮）
    - 石川商店（水産加工品・農産物）
    - ヤマクニ水産（干物・水産加工品）
    - ※ みやもと（マグロ丼・天丼・定食、惣菜・マグロ）
    - ※ おがわ（海鮮丼・定食）
    - ※ 渋川園（静岡茶、イートインカフェ）
    - 海ガチャ市場
    - 駿河湾フェリーチケット売り場・待合室

- まぐろ館 - 飲食施設。
  - 2階

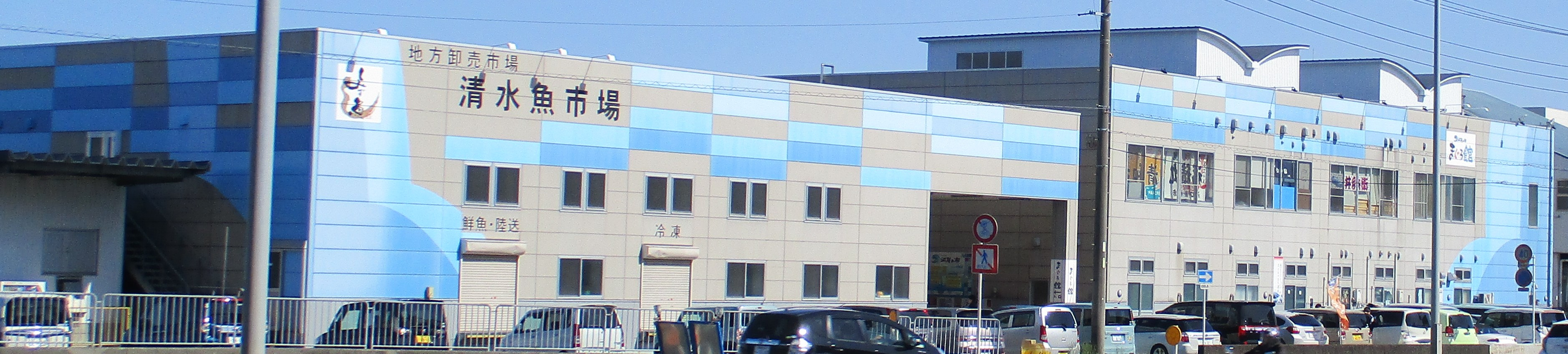
左は清水魚市場、右はまぐろ館。2021年4月撮影。

    - 清水港 海山(かいざん)（海鮮丼・定食）
    - 大間 新栄丸（海鮮丼・定食）
    - ととすけ（海鮮丼・定食）
    - 魚市場食堂 [魚市場直営]（海鮮丼・定食）
    - 海鮮 丼兵衛（海鮮丼）
    - 海鮮丼 たかし
    - 海鮮丼専門 五鉄(ごてつ) 清水店

  - 1階
    - 清水港 海岸食堂バンノウ水産（定食）
    - 岸家(きしや)（海鮮丼・定食）
    - バンノウ水産（海鮮丼・定食）
    - うおかん（海鮮丼・定食）
    - どん福(ぷく)（海鮮丼）
    - まぐろ王国大ちゃん（海鮮丼・手打ち蕎麦）
    - 一期(いちご)（海鮮・定食）

### 旧施設

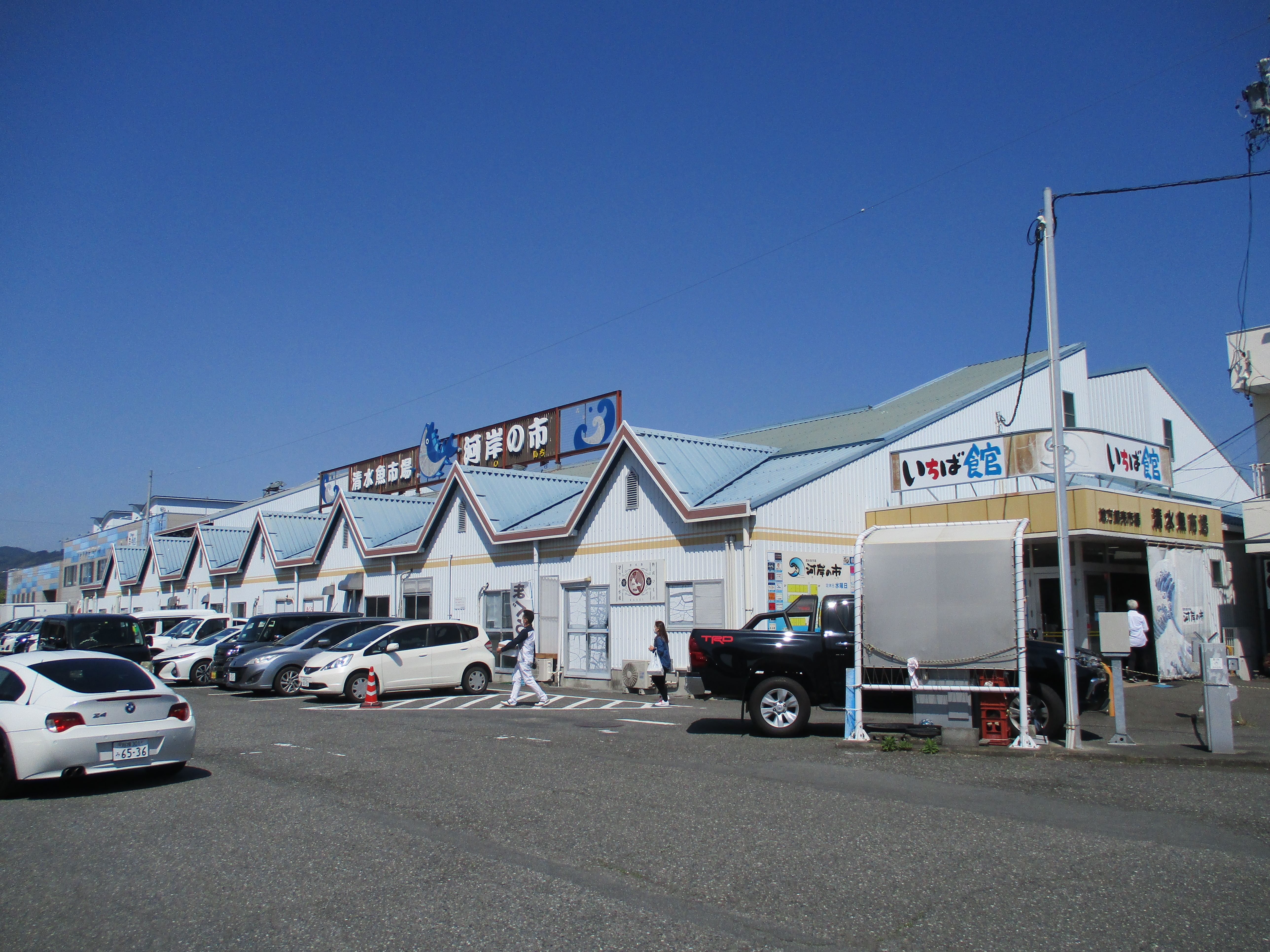
旧いちば館。2021年4月撮影。

- (旧)いちば館 - 物販施設（※一部飲食店あり）。2001年 – 2025年。
  - ※ 浜焼小屋 馬鹿貝（浜焼き・海鮮丼・刺身）
  - マルイチ（マグロ・干物・しらす）
  - 魚久(うおきゅう)（鮮魚・干物）
  - ※ おがわ（海鮮丼・定食）
  - 青果てらい（野菜・果物・茶）
  - みかみ（マグロ・寿司・干物・水産加工品）
  - サスナデリコム（栗・豆・珍味・たい焼き・今川焼きなど）
  - とうふや上野（豆腐・豆乳製品）
  - ※ 丸森・まぐろや やす兵衛（海鮮丼・定食）
  - GYOSAI魚彩（鮮魚・干物）
  - 鰹工房（鰹節・乾物）
  - ふかくら [2店舗]（干物・珍味、魚惣菜）
  - 魚萬(うおまん)（マグロ・カニ・ホタテ・イクラ・珍味など）
  - 静岡市水産物商業協同組合（マグロ・桜えび・しらす・貝類・水産加工品）
  - 海里(かいり)（マグロ・カニ・エビ・アワビ・しらす・土産品など）
  - ※ のっけ家（海鮮丼）
  - 丸兼(まるかね)水産（マグロ）
  - ※ みやもと（マグロ丼・天丼・定食、惣菜・マグロ）
  - カネイ水産（干物・桜えび・しらす・珍味）

## 沿革
- 2001年（平成13年） - 「河岸の市」（後の「いちば館」）完成[1]。
- 2012年（平成24年）
  - 4月 - 新魚市場が完成[1]。
  - 10月 - 「まぐろ館」完成[1][3]。
- 2018年（平成30年）6月 - 清水駅の東口広場と共に、みなとオアシス （みなとオアシスまぐろのまち清水）に登録[4]。
- 2025年（令和7年）4月 - 魚市場の北隣りに、清水駅直結のペデストリアンデッキや、駿河湾フェリー乗り場を併設した「新いちば館」が開館。